# Глоба Євген Олександрович
Євген Олександрович Глоба (1998—2023) — молодший сержант Збройних сил України, відзначився у ході російського вторгнення в Україну, учасник російсько-української війни, Герой України з удостоєнням ордена «Золота Зірка» (посмертно).

## Життєпис
Євген Глоба народився 1998 року. З початком повномасштабного російського вторгнення в Україну був мобілізований та перебував на передовій. Проходив військову службу на посаді командира групи спеціальної розвідки з військових частин. Обіймав посаду командира 5-тої групи спеціальної розвідки роти спеціальної розвідки. Загинув 29 червня 2023 року під час виконання бойового завдання поблизу села Чуйківка Дружбівської міської громади Шосткинського району на Сумщині, виявивши стійкість та мужність, справжній Героїзм, загинув молодший сержант. Чин прощання із загиблим відбувся 2 липня 2023 року в селі Боровківка Верхньодніпровської міської територіальної громади Кам'янського району на Дніпропетровщині. Поховали Євгена Глобу на сільському кладовищі.

## Нагороди
- звання «Герой України» з удостоєнням ордена «Золота Зірка» (29 вересня 2023, посмертно) — за особисту мужність і героїзм, виявлені у захисті державного суверенітету та територіальної цілісності України, самовіддане служіння Українському народові